# Circoscrizione Trento-Bolzano
La circoscrizione Trento-Bolzano (o circoscrizione VIII) era una circoscrizione elettorale italiana per l'elezione dell'Assemblea Costituente, nel 1946, e della Camera dei deputati, dal 1948 al 1993.

## Storia
Denominata "Collegio elettorale Trento-Bolzano" era prevista dalla Tabella A di cui al decreto legislativo luogotenenziale 10 marzo 1946, n. 74 e le venivano assegnati 9 eletti.
In vista delle elezioni per l'Assemblea Costituente, tuttavia, il decreto luogotenenziale 16 marzo 1946, n. 99 dispose che la circoscrizione fosse limitata alla sola provincia di Trento, attribuendole 5 eletti: ciò per l'impossibilità di ultimare le liste elettorali nella provincia di Bolzano, «non essendo tuttora regolate le questioni sulla cittadinanza degli optanti per la Germania che hanno perfezionato l'opzione». Come la provincia di Bolzano anche gran parte della Bassa Atesina, compresa nella provincia di Trento fino al 1948, non partecipò alle elezioni del 1946. I comuni della Bassa Atesina poterono però votare al referendum istituzionale.
I comizi elettorali per la provincia di Bolzano, riguardo alle due consultazioni, si sarebbero dovuti convocare con disposizioni successive, cosa che però non avvenne.
La circoscrizione fu di nuovo contemplata nella sua interezza dalla legge 20 gennaio 1948, n. 6 e la provincia di Bolzano poté partecipare alle elezioni politiche del 1948.
Nel 1993 la circoscrizione fu soppressa contestualmente all'istituzione della circoscrizione Trentino-Alto Adige.
Di seguito i risultati di lista e i deputati eletti, ordinati secondo il numero di preferenze ottenute.

## Territorio
Il territorio della circoscrizione corrispondeva, fin dalla sua istituzione, a quello della regione Trentino-Alto Adige, comprendeva quindi le province di Trento e di Bolzano. Per le elezioni del 1946 la circoscrizione fu limitata alla sola provincia di Trento.

## Seggi
La ripartizione dei seggi proporzionalmente nelle varie circoscrizioni avvenne attraverso legge nel 1946, nel 1948 e nel 1953. Successivamente, con il decreto del Presidente della Repubblica 30 marzo 1957, n. 361, avvenne ad ogni convocazione dei comizi elettorali in base al precedente censimento generale. I seggi e i voti residuati alla prima fase di distribuzione circoscrizionale venivano raggruppati poi nel collegio unico nazionale, all'interno del quale gli scranni venivano assegnati col metodo dei divisori.
Alla circoscrizione Trento-Bolzano furono attribuiti così 9 deputati dalle elezioni del 1946 (solo 5 eletti nel 1946) a quelle del 1958. Dalle elezioni del 1963 le furono attribuiti 10 deputati.

## Elezioni politiche 1946
| Liste                                           | Voti    | %     | Seggi |
| ----------------------------------------------- | ------- | ----- | ----- |
| Democrazia Cristiana                            | 129.613 | 57,36 | 3     |
| Partito Socialista Italiano di Unità Proletaria | 62.649  | 27,73 | 1     |
| Partito Comunista Italiano                      | 18.350  | 8,12  | -     |
| Partito Repubblicano Italiano                   | 11.002  | 4,87  | -     |
| Unione Democratica Nazionale                    | 4.338   | 1,92  | -     |
| Totale                                          | 225.952 |       | 4     |

| Democrazia Cristiana                                     | Partito Socialista Italiano di Unità Proletaria |
| -------------------------------------------------------- | ----------------------------------------------- |
| - Alcide De Gasperi - Elisabetta Conci - Luigi Carbonari | - Luigi Battisti                                |

1. ↑  Deceduto il 14 dicembre 1946 sostituito da Danilo Paris il 6 febbraio 1947

## Elezioni politiche 1948
| Liste                       | Voti    | %     | Seggi |
| --------------------------- | ------- | ----- | ----- |
| Democrazia Cristiana        | 204.301 | 50,46 | 5     |
| PPST - PPTT                 | 124.243 | 30,69 | 3     |
| Fronte Democratico Popolare | 38.707  | 9,56  | -     |
| Unità Socialista            | 31.934  | 7,89  | 1     |
| Blocco Nazionale            | 5.668   | 1,40  | -     |
| Totale                      | 404.853 |       | 9     |

| Democrazia Cristiana                                                                       | PPST - PPTT                                        | Unità Socialista |
| ------------------------------------------------------------------------------------------ | -------------------------------------------------- | ---------------- |
| - Alcide De Gasperi - Elisabetta Conci - Giuseppe Veronesi - Renzo Helfer - Angelo Facchin | - Otto Guggenberg - Friedl Volgger - Antonio Ebner | - Danilo Paris   |

## Elezioni politiche 1953
| Liste                                   | Voti    | %     | Seggi |
| --------------------------------------- | ------- | ----- | ----- |
| Democrazia Cristiana                    | 195.633 | 45,15 | 5     |
| Partito Popolare Sud Tirolese           | 122.474 | 28,27 | 3     |
| Partito Socialista Italiano             | 30.019  | 6,93  | -     |
| Partito Socialista Democratico Italiano | 24.714  | 5,70  | -     |
| Partito Comunista Italiano              | 22.442  | 5,18  | -     |
| Movimento Sociale Italiano              | 16.378  | 3,78  | -     |
| Partito Nazionale Monarchico            | 7.692   | 1,78  | -     |
| Unione Socialista Indipendente          | 5.895   | 1,36  | -     |
| Partito Liberale Italiano               | 3.401   | 0,78  | -     |
| Partito Popolare Trentino Tirolese      | 1.714   | 0,40  | -     |
| Unità Popolare                          | 1.499   | 0,35  | -     |
| Partito Repubblicano Italiano           | 1.433   | 0,33  | -     |
| Totale                                  | 433.294 |       | 8     |

| Democrazia Cristiana                                                                                           | Partito Popolare Sud Tirolese                  |
| --- | ---------------------------------------------- |
| - → Alcide De Gasperi - Elisabetta Conci - Renzo Helfer - Giuseppe Veronesi - Angelo Facchin - Alcide Berloffa | - Karl Tinzl - Antonio Ebner - Otto Guggenberg |

1. 1 2 3 4 5  Liste apparentate per ottenere il premio di maggioranza
2. ↑  Opta per il collegio unico nazionale

## Elezioni politiche 1958
| Liste                                            | Voti    | %     | Seggi |
| ------------------------------------------------ | ------- | ----- | ----- |
| Democrazia Cristiana                             | 199.805 | 43,21 | 5     |
| Partito Popolare Sud Tirolese                    | 135.491 | 29,30 | 3     |
| Partito Socialista Italiano                      | 37.372  | 8,08  | 1     |
| Partito Socialista Democratico Italiano          | 29.576  | 6,40  | 1     |
| Partito Comunista Italiano                       | 24.219  | 5,24  | -     |
| Movimento Sociale Italiano                       | 17.183  | 3,72  | -     |
| Partito Liberale Italiano                        | 10.787  | 2,33  | -     |
| Partito Nazionale Monarchico                     | 3.547   | 0,77  | -     |
| Partito Monarchico Popolare                      | 1.999   | 0,43  | -     |
| Partito Repubblicano Italiano - Partito Radicale | 1.746   | 0,38  | -     |
| Movimento Autonomia Regionale Piemontese         | 675     | 0,15  | -     |
| Totale                                           | 462.400 |       | 10    |

| Democrazia Cristiana                                                                       | Partito Popolare Sud Tirolese                    | Partito Socialista Italiano | Partito Socialista Democratico Italiano |
| ------------------------------------------------------------------------------------------ | ------------------------------------------------ | --------------------------- | --------------------------------------- |
| - Flaminio Piccoli - Elisabetta Conci - Renzo Helfer - Giuseppe Veronesi - Alcide Berloffa | - Antonio Ebner - Roland Riz - Karl Mitterdorfer | - Renato Ballardini         | - Gianmatteo Matteotti                  |

## Elezioni politiche 1963
| Liste                                            | Voti    | %     | Seggi |
| ------------------------------------------------ | ------- | ----- | ----- |
| Democrazia Cristiana                             | 191.902 | 39,46 | 5     |
| Partito Popolare Sud Tirolese                    | 135.457 | 27,85 | 3     |
| Partito Socialista Italiano                      | 58.327  | 11,99 | 1     |
| Partito Socialista Democratico Italiano          | 29.975  | 6,16  | -     |
| Partito Comunista Italiano                       | 28.177  | 5,79  | 1     |
| Partito Liberale Italiano                        | 19.598  | 4,03  | -     |
| Movimento Sociale Italiano                       | 16.044  | 3,30  | -     |
| Partito Autonomo Pensionati d'Italia             | 2.217   | 0,46  | -     |
| Partito Democratico Italiano di Unità Monarchica | 2.152   | 0,44  | -     |
| Partito Repubblicano Italiano                    | 1.371   | 0,28  | -     |
| Movimento Combattenti Italiani                   | 1.102   | 0,23  | -     |
| Totale                                           | 486.322 |       | 10    |

| Democrazia Cristiana                                                                       | Partito Popolare Sud Tirolese                  | Partito Socialista Italiano | Partito Comunista Italiano |
| ------------------------------------------------------------------------------------------ | ---------------------------------------------- | --------------------------- | -------------------------- |
| - Flaminio Piccoli - Renzo Helfer - Elisabetta Conci - Giuseppe Veronesi - Alcide Berloffa | - Karl Vaja - Karl Mitterdorfer - Johann Dietl | - Renato Ballardini         | - Giuliano Pajetta         |

## Elezioni politiche 1968
| Liste                                            | Voti    | %     | Seggi |
| ------------------------------------------------ | ------- | ----- | ----- |
| Democrazia Cristiana                             | 188.829 | 38,01 | 4     |
| Partito Popolare Sud Tirolese                    | 149.118 | 30,02 | 3     |
| Partito Socialista Unificato                     | 64.345  | 12,95 | 1     |
| Partito Comunista Italiano                       | 33.476  | 6,74  | 1     |
| Partito Liberale Italiano                        | 22.142  | 4,46  | -     |
| Movimento Sociale Italiano                       | 14.394  | 2,90  | -     |
| Partito Socialista Italiano di Unità Proletaria  | 12.746  | 2,57  | -     |
| Partito del Progresso Sociale del Sudtirolo      | 5.740   | 1,16  | -     |
| Partito Repubblicano Italiano                    | 3.961   | 0,80  | -     |
| Partito Democratico Italiano di Unità Monarchica | 1.984   | 0,40  | -     |
| Totale                                           | 496.735 |       | 9     |

| Democrazia Cristiana                                                  | Partito Popolare Sud Tirolese                   | Partito Socialista Unificato | Partito Comunista Italiano |
| --------------------------------------------------------------------- | ----------------------------------------------- | ---------------------------- | -------------------------- |
| - Flaminio Piccoli - Renzo Helfer - Ferruccio Pisoni - Maurizio Monti | - Karl Mitterdorfer - Roland Riz - Johann Dietl | - Renato Ballardini          | - Carlo Scotoni            |

## Elezioni politiche 1972
| Liste                                           | Voti    | %     | Seggi |
| ----------------------------------------------- | ------- | ----- | ----- |
| Democrazia Cristiana                            | 200.136 | 39,23 | 5     |
| Partito Popolare Sud Tirolese                   | 153.674 | 30,12 | 3     |
| Partito Comunista Italiano                      | 38.855  | 7,62  | 1     |
| Partito Socialista Italiano                     | 35.846  | 7,03  | 1     |
| Partito Socialista Democratico Italiano         | 25.215  | 4,94  | -     |
| Movimento Sociale Italiano - Destra Nazionale   | 19.044  | 3,73  | -     |
| Partito Liberale Italiano                       | 14.826  | 2,91  | -     |
| Partito Repubblicano Italiano                   | 9.567   | 1,88  | -     |
| Partito Socialista Italiano di Unità Proletaria | 6.793   | 1,33  | -     |
| Il manifesto                                    | 3.442   | 0,67  | -     |
| Movimento Politico dei Lavoratori               | 2.734   | 0,54  | -     |
| Totale                                          | 510.132 |       | 10    |

| Democrazia Cristiana                                                                      | Partito Popolare Sud Tirolese                      | Partito Comunista Italiano | Partito Socialista Italiano |
| ----------------------------------------------------------------------------------------- | -------------------------------------------------- | -------------------------- | --------------------------- |
| - Flaminio Piccoli - Ferruccio Pisoni - Alcide Berloffa - Maurizio Monti - Giorgio Postal | - Roland Riz - Karl Mitterdorfer - Hans Benedikter | - Sergio De Carneri        | - Renato Ballardini         |

## Elezioni politiche 1976
| Liste                                         | Voti    | %     | Seggi |
| --------------------------------------------- | ------- | ----- | ----- |
| Democrazia Cristiana                          | 186.190 | 32,82 | 4     |
| Partito Popolare Sud Tirolese                 | 184.375 | 32,50 | 3     |
| Partito Comunista Italiano                    | 74.822  | 13,19 | 1     |
| Partito Socialista Italiano                   | 44.681  | 7,87  | 1     |
| Partito Repubblicano Italiano                 | 15.319  | 2,70  | -     |
| Movimento Sociale Italiano - Destra Nazionale | 14.661  | 2,58  | -     |
| Partito Socialista Democratico Italiano       | 14.062  | 2,48  | -     |
| Democrazia Proletaria                         | 13.030  | 2,30  | -     |
| Tirol                                         | 7.664   | 1,35  | -     |
| Partito Radicale                              | 6.960   | 1,23  | -     |
| Partito Liberale Italiano                     | 5.618   | 0,99  | -     |
| Totale                                        | 567.382 |       | 9     |

| Democrazia Cristiana                                                   | Partito Popolare Sud Tirolese                       | Partito Comunista Italiano | Partito Socialista Italiano |
| ---------------------------------------------------------------------- | --------------------------------------------------- | -------------------------- | --------------------------- |
| - Flaminio Piccoli - Bruno Kessler - Ferruccio Pisoni - Giorgio Postal | - Roland Riz - Hugo Gamper - Johann Hans Benedikter | - Sergio De Carneri        | - Renato Ballardini         |

## Elezioni politiche 1979
| Liste                                         | Voti    | %     | Seggi |
| --------------------------------------------- | ------- | ----- | ----- |
| Partito Popolare Sud Tirolese                 | 204.899 | 35,83 | 4     |
| Democrazia Cristiana                          | 177.409 | 31,03 | 4     |
| Partito Comunista Italiano                    | 63.416  | 11,09 | 1     |
| Partito Socialista Italiano                   | 37.979  | 6,64  | 1     |
| Partito Radicale                              | 24.317  | 4,25  | -     |
| Partito Socialista Democratico Italiano       | 15.387  | 2,69  | -     |
| Movimento Sociale Italiano - Destra Nazionale | 13.471  | 2,36  | -     |
| Partito Repubblicano Italiano                 | 12.453  | 2,18  | -     |
| Nuova Sinistra Unita                          | 7.970   | 1,39  | -     |
| Partito Liberale Italiano                     | 7.143   | 1,25  | -     |
| Partito di Unità Proletaria                   | 5.010   | 0,88  | -     |
| Democrazia Nazionale                          | 2.349   | 0,41  | -     |
| Totale                                        | 571.803 |       | 10    |

| Partito Popolare Sud Tirolese                                          | Democrazia Cristiana                                                   | Partito Comunista Italiano | Partito Socialista Italiano |
| ---------------------------------------------------------------------- | ---------------------------------------------------------------------- | -------------------------- | --------------------------- |
| - Roland Riz - Johann Hans Benedikter - Hugo Gamper - Hubert Frasnelli | - Flaminio Piccoli - Ferruccio Pisoni - Bruno Kessler - Giorgio Postal | - Biagio Virgili           | - Mario Raffaelli           |

## Elezioni politiche 1983
| Liste                                         | Voti    | %     | Seggi |
| --------------------------------------------- | ------- | ----- | ----- |
| Partito Popolare Sud Tirolese                 | 184.940 | 32,44 | 3     |
| Democrazia Cristiana                          | 157.082 | 27,55 | 3     |
| Partito Comunista Italiano                    | 63.242  | 11,09 | 1     |
| Partito Socialista Italiano                   | 38.826  | 6,81  | 1     |
| Partito Repubblicano Italiano                 | 27.789  | 4,87  | -     |
| Movimento Sociale Italiano - Destra Nazionale | 18.802  | 3,30  | -     |
| Partito Popolare Trentino Tirolese            | 18.656  | 3,27  | -     |
| Partito Socialista Democratico Italiano       | 13.873  | 2,43  | -     |
| Partito Radicale                              | 13.856  | 2,43  | -     |
| Partito Sud Tirol                             | 12.270  | 2,15  | -     |
| Democrazia Proletaria                         | 10.851  | 1,90  | -     |
| Partito Liberale Italiano                     | 9.052   | 1,59  | -     |
| Lista per Trieste                             | 892     | 0,16  | -     |
| Totale                                        | 570.131 |       | 8     |

| Partito Popolare Sud Tirolese                         | Democrazia Cristiana                                        | Partito Comunista Italiano | Partito Socialista Italiano |
| ----------------------------------------------------- | ----------------------------------------------------------- | -------------------------- | --------------------------- |
| - Roland Riz - Johann Hans Benedikter - Michael Ebner | - Flaminio Piccoli - Valentino Pasqualin - Luciano Azzolini | - Biagio Virgili           | - Mario Raffaelli           |

## Elezioni politiche 1987
| Liste                                         | Voti    | %     | Seggi |
| --------------------------------------------- | ------- | ----- | ----- |
| Partito Popolare Sud Tirolese                 | 202.022 | 33,05 | 3     |
| Democrazia Cristiana                          | 158.943 | 26,01 | 3     |
| Partito Socialista Italiano                   | 58.667  | 9,60  | 1     |
| Partito Comunista Italiano                    | 49.802  | 8,15  | 1     |
| Movimento Sociale Italiano - Destra Nazionale | 43.266  | 7,08  | 1     |
| Lista Verde                                   | 28.138  | 4,60  | 1     |
| Partito Repubblicano Italiano                 | 16.913  | 2,77  | -     |
| Partito Radicale                              | 12.511  | 2,05  | -     |
| Democrazia Proletaria                         | 11.535  | 1,89  | -     |
| Partito Sud Tirol                             | 11.287  | 1,85  | -     |
| Partito Liberale Italiano                     | 6.553   | 1,07  | -     |
| Partito Socialista Democratico Italiano       | 6.280   | 1,03  | -     |
| Liga Veneta - Pensionati Uniti                | 4.388   | 0,72  | -     |
| Partito Sardo d'Azione                        | 569     | 0,09  | -     |
| Alleanza Popolare                             | 314     | 0,05  | -     |
| Totale                                        | 611.188 |       | 10    |

| Partito Popolare Sud Tirolese                                | Democrazia Cristiana                                        | Partito Comunista Italiano |
| ------------------------------------------------------------ | ----------------------------------------------------------- | -------------------------- |
| - Michael Ebner - Ferdinand Willeit - Johann Hans Benedikter | - Flaminio Piccoli - Luciano Azzolini - Lucia Fronza Crepaz | - Mario Raffaelli          |
| Partito Socialista Italiano                                  | Movimento Sociale Italiano - Destra Nazionale               | Lista Verde                |
| - Alberto Ferrandi                                           | - Andrea Mitolo                                             | - Gianni Lanzinger         |

## Elezioni politiche 1992
| Liste                                         | Voti    | %     | Seggi |
| --------------------------------------------- | ------- | ----- | ----- |
| Partito Popolare Sud Tirolese                 | 198.447 | 31,11 | 3     |
| Democrazia Cristiana                          | 137.287 | 21,52 | 3     |
| Lega Nord                                     | 56.530  | 8,86  | 1     |
| Partito Socialista Italiano                   | 43.808  | 6,87  | 1     |
| Federazione dei Verdi                         | 34.943  | 5,48  | 1     |
| La Rete                                       | 33.345  | 5,23  | 1     |
| Partito Democratico della Sinistra            | 32.434  | 5,08  | -     |
| Movimento Sociale Italiano - Destra Nazionale | 30.837  | 4,83  | -     |
| Partito Repubblicano Italiano                 | 19.379  | 3,04  | -     |
| Federalismo                                   | 13.701  | 2,15  | -     |
| Partito della Rifondazione Comunista          | 11.078  | 1,74  | -     |
| Partito Liberale Italiano                     | 9.413   | 1,48  | -     |
| Lista Marco Pannella                          | 7.304   | 1,14  | -     |
| Partito Socialista Democratico Italiano       | 5.037   | 0,79  | -     |
| Sì Referendum                                 | 4.425   | 0,69  | -     |
| Totale                                        | 637.968 |       | 10    |

| Partito Popolare Sud Tirolese                 | Democrazia Cristiana                                  | Lega Nord             |
| --------------------------------------------- | ----------------------------------------------------- | --------------------- |
| - Michl Ebner - Helga Thaler - Johann Widmann | - Luciano Azzolini - Lucia Fronza Crepaz - Luca Carli | - Elisabetta Bertotti |
| Partito Socialista Italiano                   | Federazione dei Verdi                                 | La Rete               |
| - Mario Raffaelli                             | - Marco Boato                                         | - Carlo Palermo       |